# Rashgun
Rashgun (àrab: رشقون, Raxgūn; amazic: Recgun o Arecgun) és una petita localitat pertanyent al municipi de Beni Saf, en la wilaya d'Aïn Témouchent, a l'oest d'Algèria.
És una petita ciutat costanera a la desembocadura del uadi Tafna, a 7 km a l'oest de la ciutat principal i davant l'illa també anomenada Rashgun, situada 2 km al nord.
El poble costaner s'estén a l'entorn de dues platges: la platja de Rashgun travessada pel rierol que hi desemboca i, més a l'est, una petita cala separada per un penyal rocós.

## Història
L'àrea té rellevància arqueològica; a l'actual Rashgun hi havia un assentament púnic. Foren especialment importants les excavacions dirigides per Serge Lancel. Rashgun és a prop de Siga, la capital de l'antic Regne numidi de Sifax. Va ser un port notable durant l'època ziyàdida.
Al 1836, els francesos instal·laren una guarnició a l'illa, i un establiment militar a la riba dreta de la desembocadura del Tafna.